# 朱咏雷
朱咏雷（1964年7月—），上海人，男，汉族，中华人民共和国政治人物。1985年7月参加工作，1991年6月加入中国共产党。中欧国际工商学院高层管理人员工商管理专业管理学硕士，高级编辑。曾任国家广播电视总局副局长、中国电视艺术家协会第六届顾问。

## 生平

### 上海文广系统
朱咏雷1985年于复旦大学新闻系毕业，毕业后进入上海电视台工作，任新闻记者。1989年，兼任上海电视台团委书记、上海市广播电视局团委副书记。1992年9月，朱咏雷参与筹建上海东方电视台，并任报道部副主任。1995年4月，任上海东方电视台编委、总编室主任，1997年2月任上海东方电视台副台长。他在任职东视高管时，当时电视台举办晚会，发现进口电脑灯发生故障，需要更新程序，但当时国内没有维修点。于是，境外厂家通过互联网发来一段电脑程序，使得电脑灯的故障及时解除。这也是朱咏雷首次接触互联网。
1997年，朱咏雷调任上海市广播电影电视局局长助理。任职期间，他与同事们尝试建立官网，还在外滩黄浦江边的广电局大楼上设置了一个小摄像机，这是中国最早的网络电视实况广播摄像机之一。
1998年7月，朱咏雷调任上海电视台常务副台长，1999年6月升任台长。2001年4月，任上海文化广播影视集团副总裁、上海文广新闻传媒集团党委书记、总裁，上海东方明珠股份有限公司党委书记、董事长。2002年9月，卸任上海电视台台长，改任中国2010年上海世博会事务协调局副局长，东方新闻网站党委书记等职（其间：2003年8月-2004年1月得克萨斯大学圣安东尼奥分校EMBA班学习，2004年3月-2006年4月中欧国际工商学院高层管理人员工商管理专业在职学习，获工商管理硕士学位）。2003年12月29日，当选为上海市青年联合会第九届委员会副主席。任职上海世博局副局长期间，朱咏雷主持开发建设“网上世博会”，被时任国际展览局秘书长洛塞泰斯誉为“世博会史上革命性创举”，同时推出“网上世博护照”。“网上世博会”开放首日，入园人次达到285万，比实体园区入园人次高出十几倍。“网上世博会”也因此获得上海市科技进步一等奖，同时国际展览局也学习上海经验，决定今后举行的世博会都要建立“网上世博会”。
2008年2月，调任上海市文化广播影视管理局党委副书记、局长；2010年4月，兼任上海市文物局局长。

### 调入宣传系统
2011年9月，朱咏雷调任中共上海市委宣传部副部长、市委外宣办（上海市人民政府新闻办）主任和上海市网宣办主任。任职期间他重视互联网发展，于同年11月28日开通“上海发布”政务微博。此后在中国大陆政务新媒体排行榜中，“上海发布”微博、微信公众号一直位居榜首。与此同时，上海市互联网信息办公室成立，朱咏雷任主任。2014年6月，兼任中共上海市委副秘书长。2017年6月，不再担任中共上海市委网信办主任。
在任职上海市网信办主任期间，朱咏雷曾指出互联网发展过程中存在“无资质、缺乏经验、缺少管理，导致舆论导向偏失，虚假低俗信息泛滥，新闻伦理问题突出”和“有些网站法律意识淡薄，一些网民的文明诚信素养欠缺，网络传播秩序混乱”的问题。由于这一原因，朱咏雷下决心，明确互联网内容管理要做到“两个兼顾”，同时指出“经过我们十年的探索和努力，中国的互联网将会更安全、更繁荣、更健康”。此外，他还推进上海媒体从传统媒体实现新媒体整体转型。

### 调入中央任职
2019年12月，朱咏雷调任国家广播电视总局副局长、党组成员，填补此前已调任中共湖南省委常委、宣传部部长张宏森的空缺。
2025年2月27日，不再担任广电总局副局长。

## 荣誉
朱咏雷于1989年获得上海青年五四奖章及“新长征突击手”称号，1991年获评为“全国优秀新闻工作者”。而他采制的连续报道《复旦大学领导和学生协商对话形成制度》获全国好新闻一等奖、全国优秀电视作品一等奖，深度报道《谢百三的课为何受欢迎？》获全国优秀电视新闻一等奖，《六旬老人裘加星探索开发儿童智力新途径》和他主编的《东视新闻》版面均获全国优秀电视新闻二等奖。

## 备注
1. ↑  此处指的是原上海文化广播影视集团（俗称大文广），非现在的上海文化广播影视集团。